# Mark Kinet
Mark Kinet (Wilrijk, 1958) is een Belgisch psychiater, psychotherapeut, psychoanalyticus, essayist en auteur. Hij houdt praktijk in Sint-Martens-Latem.

## Biografie
Mark Kinet studeerde geneeskunde aan de Katholieke Universiteit Leuven. Hij specialiseerde zich in de psychiatrie bij prof Roland Pierloot (UPC KULeuven – Kortenberg) en middels het postgraduaat aldaar in de psychoanalytische therapie bij prof Serge Verhaest. Na eigen analyses bij prof Jacques Schotte en prof Hubert Van Hoorde was hij verbonden aan de Belgische School voor Psychoanalyse (1992-2010), maar ging nadien een onafhankelijke weg.
Hij was voorzitter van de Vlaamse Vereniging voor Psychoanalytische Therapie, bestuurslid bij de B-NL Stichting Psychoanalyse en Cultuur. Hij was van 1992-2010 hoofdarts van het psychiatrisch ziekenhuis Kliniek St Jozef -Centrum voor Psychiatrie en Psychotherapie- te Pittem.
Hij is oprichter (2005) en hoofdredacteur van de reeks Psychoanalytisch Actueel die sindsdien gemiddeld twee boeken per jaar produceert over diverse klinische en psychoanalytische onderwerpen. Hij is auteur of (co)redacteur van talrijke boeken rond psychiatrie, psychotherapie, psychoanalyse, neuropsychoanalyse en cultuur, reden waarom hij regelmatig wordt geïnterviewd in verband met geestelijke gezondheidszorg.

## Publicaties als auteur
- Kinet, M. (2025) Psychoanalytische hiphop. Van liefde tot sciencefiction. Antwerpen/’s Hertogenbosch: Gompel&Svacina. ISBN 9789463715713
- Kinet, M. (2025) Patient Testimonies of Psychodynamic Psychotherapy. Reported and Recorded. London/New York: Routledge. ISBN 9781032854946
- Kinet, M. (2025) Psychoanalytic Psychotherapy in Psychiatric Practice. Premises and Clinical Portraits. London/New York: Routledge. ISBN 9781032743318
- Kinet, M. (2024) Psychoanalytic Principles in Psychiatric Practice. A Remedy by Truth. London/New York: Routledge. ISBN 9781032686202
- Kinet, M. (2024) Een psychodynamische psychiatrie. Beter door waarheid. (Psychoanalytisch Actueel, 36). Antwerpen/‘s Hertogenbosch: Gompel&Svacina. ISBN 9789463715027
- Kinet, M. (2023). The Spirit of the Drive in Neuropsychoanalysis. (Routledge Neuropsychoanalysis Series, 1). London/New York: Routledge. ISBN 9781032495446.
- Kinet, M. (2022). De geest van de drift. Over neuropsychoanalyse. (Psychoanalytisch Actueel, 32). Antwerpen/'s Hertogenbosch: Gompel&Svacina. ISBN 9789463714105.
- Kinet, M. (2021). Beter en wijzer door psychotherapie. 31 patiënten vertellen het zelf. (Psychoanalytisch Actueel, 30). Antwerpen/‘s Hertogenbosch: Gompel&Svacina. ISBN 978 94 6371 329 0.
- Kinet, M., Mels, M., Velter, Y. (2018). Beïnvloeiingen - Yves Velter. Gent: MER Paper Kunsthalle. ISBN 9789492321817
- Kinet, M. (2018). Een psychotherapeutische praktijk. In 7 premissen en 77 portretten. (Psychoanalytisch Actueel, 26). Oud-Turnhout/'s Hertogenbosch: Gompel&Svacina. ISBN 978 94 6371 017 6.[8]
- Kinet, M. (2017). Onderzocht en ondervonden. Over de wetten van de passies. Antwerpen/Apeldoorn: Garant Uitgevers. ISBN 978-90-441-3462-9.
- Kinet, M., Dewilde, J., Tahon, J., Yperman, J. (2016) Johan Tahon: Menin Road – Ypernstrasse. Ieper: Flanders Field Museum. ISBN 9789090297989
- Kinet, M. (2013). Psychologie van de kunst. Een abecedarium. Antwerpen/Apeldoorn: Garant Uitgevers. ISBN 978-90-441-3067-6.
- Kinet, M. (2013). Psychopathologie van het hedendaags leven. Antwerpen/Apeldoorn: Garant Uitgevers. ISBN 978-90-441-3081-2.
- Kinet, M. (2008). De wetenschap van de liefde en de kunst van de computeranalyse. Antwerpen/Apeldoorn: Garant Uitgevers.
- Kinet, M. (2006). Freud & Co in de psychiatrie. Klinisch-psychotherapeutisch perspectief. (Psychoanalytisch Actueel, 3). Antwerpen/Apeldoorn: Garant Uitgevers.
- Kinet, M., Balestrière, L., Bastin, P., Cambien, J., Croufer, F., de Halleux, S., Delvaux, A., Demoulin, C., Depoutot, J-C., Didier-Weill, A., Florence, J., Platéus, B., Robinson, B., Winter, J-P. (2002). Parler l'amour. Bruxelles: La lettre volée. ISBN 2-87317-165-0.

## Publicaties als redacteur
- Kinet, M., Heuves, W. (Eds.) (2019). Driehoeksverhoudingen. Actuele oedipale variaties. (Psychoanalytisch Actueel, 27). Gompel&Svacina. ISBN 9463710884.
- Kinet, M., Traversier, T., Houppermans, S. (Eds.) (2017). Dwingende vrijheid. (Psychoanalyse en Cultuur). Antwerpen/Apeldoorn: Garant Uitgevers. ISBN 978-90-441-3543-5.
- Kinet, M. (Eds.) (2016). Trauma binnenstebuiten. Verbanden bij psychische wonden. (Psychoanalytisch Actueel, 22). Antwerpen/Apeldoorn: Garant Uitgevers. ISBN 9789044133998.
- Kinet, M., Thys, M. (Eds.) (2016). Psychoanalytische praktijk tussen onbewuste en wetenschap. (Psychoanalytisch Actueel, 23). Antwerpen/Apeldoorn: Garant Uitgevers. ISBN 978-90-441-3459-9.
- Kinet, M., Baeten, K. (Eds.) (2015). Psychoanalyse als seksuologie? Libido van gesel tot gezel. (Psychoanalytisch Actueel, 20). Antwerpen/Apeldoorn: Garant Uitgevers. ISBN 978-90-441-3282-3.
- Kinet, M., Vuylsteke Vanfleteren, K., Houppermans, S. (Eds.) (2015). Als het lichaam spreekt. (Psychoanalyse en Cultuur). Antwerpen/Apeldoorn: Garant Uitgevers. ISBN 9789044133370.
- Kinet, M., De Kesel, M., Houppermans, S. (Eds.) (2013). For your pleasure? Psychoanalyse over esthetisch genot. Antwerpen/Apeldoorn: Garant Uitgevers. ISBN 978-90-441-3071-3.
- Kinet, M., Houppermans, S., Kinet, M., De Kesel, M. (Eds.) (2012). De bedrieger bedrogen. Dromen in psychoanalyse en cultuur. Antwerpen/Apeldoorn: Garant Uitgevers. ISBN 978-90-441-2957-1.
- Kinet, M. (Eds.) (2012). Zelfverwonding. Psychodynamiek en psychotherapie. (Psychoanalytisch Actueel, 16). Antwerpen/Apeldoorn: Garant Uitgevers.
- Kinet, M., De Kesel, M., Houppermans, S. (Eds.) (2011). Het nieuwe onbehagen in de cultuur. Antwerpen/Apeldoorn: Garant Uitgevers.
- Kinet, M., Bazan, A. (Eds.) (2010). Psychoanalyse en neurowetenschap. De geest in de machine. (Psychoanalytisch Actueel, 14). Antwerpen/Apeldoorn: Garant Uitgevers.
- Kinet, M. (Eds.) (2010). Parentificatie. Als het kind te snel ouder wordt. (Psychoanalytisch Actueel, 13). Antwerpen/Apeldoorn: Garant Uitgevers.
- Kinet, M. (Eds.) (2009). De groep in psychoanalyse. (Psychoanalytisch Actueel, 12). Antwerpen/Apeldoorn: Garant Uitgevers.
- Kinet, M. (Eds.) (2008). Psychoanalyse en/van het systeem. Bij jongeren en hun gezin. (Psychoanalytisch Actueel, 7). Antwerpen/Apeldoorn: Garant Uitgevers.
- Kinet, M., Vanmechelen, W. (Eds.) (2007). Tussen ruis en storingen. De golflengte vinden in psychoanalytische therapie. (Psychoanalytisch Actueel, 6). Antwerpen/Apeldoorn: Garant Uitgevers.
- Kinet, M. (Eds.) (2006). Zuchtigheid en afhankelijkheid. In hun relatie met middelenmisbruik. (Psychoanalytisch Actueel, 4). Antwerpen/Apeldoorn: Garant Uitgevers.
- Kinet, M., Vermote, R. (Eds.) (2005). Mentalisatie. (Psychoanalytisch Actueel, 2). Antwerpen/Apeldoorn: Garant Uitgevers.[9]
- Kinet, M., Moyson, L. (Eds.) (2005). Grootse patiënten, kleine therapeuten. Narcisme en psychotherapie. (Psychoanalytisch Actueel, 1). Antwerpen/Apeldoorn: Garant Uitgevers.
- Kinet, M., Thys, M. (Eds.) (2002). Liefdesverklaringen. Over perversie, liefde en passie. Leuven/Leusden: Acco.